# وه‌تتوا
وه‌تتوا (انگلیسی: Wettewa) یک روستا در کشور سری‌لانکا است.